# Fórmula 3 Británica
La Fórmula 3 Británica (nombre oficial actual en inglés: British Formula 3 International Series) fue uno de los campeonatos de Fórmula 3 más relevantes y prestigiosos del mundo. Como indica su nombre, se disputaba principalmente en Gran Bretaña. Hay que señalar que hasta 1979 no existió un campeonato de Gran Bretaña unificado. Anteriormente, hubo hasta tres campeonatos simultáneos de Fórmula 3 por temporada. 
Desde el año 1984 se corre la Clase Nacional que acompaña a la serie principal.
Más internacional que sus homólogos francés, alemán e italianos, la Fórmula 3 Británica atrajo a los mejores pilotos de monoplazas escandinavos y sudamericanos además de los propios pilotos británicos. Tenía además la ventaja de que disputaba donde que se encuentra el mayor número de equipos de Fórmula 1. De ese modo, los pilotos exitosos podían entablar contacto rápidamente con los ojeadores de la Fórmula 1.
La serie original dejó de disputarse después de 2014, debido al aumento de costes desde los comienzos de la década de 2000, la competencia de tales fabricantes Mercedes-Benz y Audi y el resurgimiento del campeonato de la Fórmula 3 Europea causando la reducción del número de equipos y participantes en sus últimas temporadas. hubo un intento de fusión con la Fórmula 3 Alemana que nunca se concretó.
En 2016 MotorSport Vision reformuló la Fórmula 4 BRDC al adoptar motores de 230 caballos, renombrándola como Fórmula 3 Británica.

## Historia

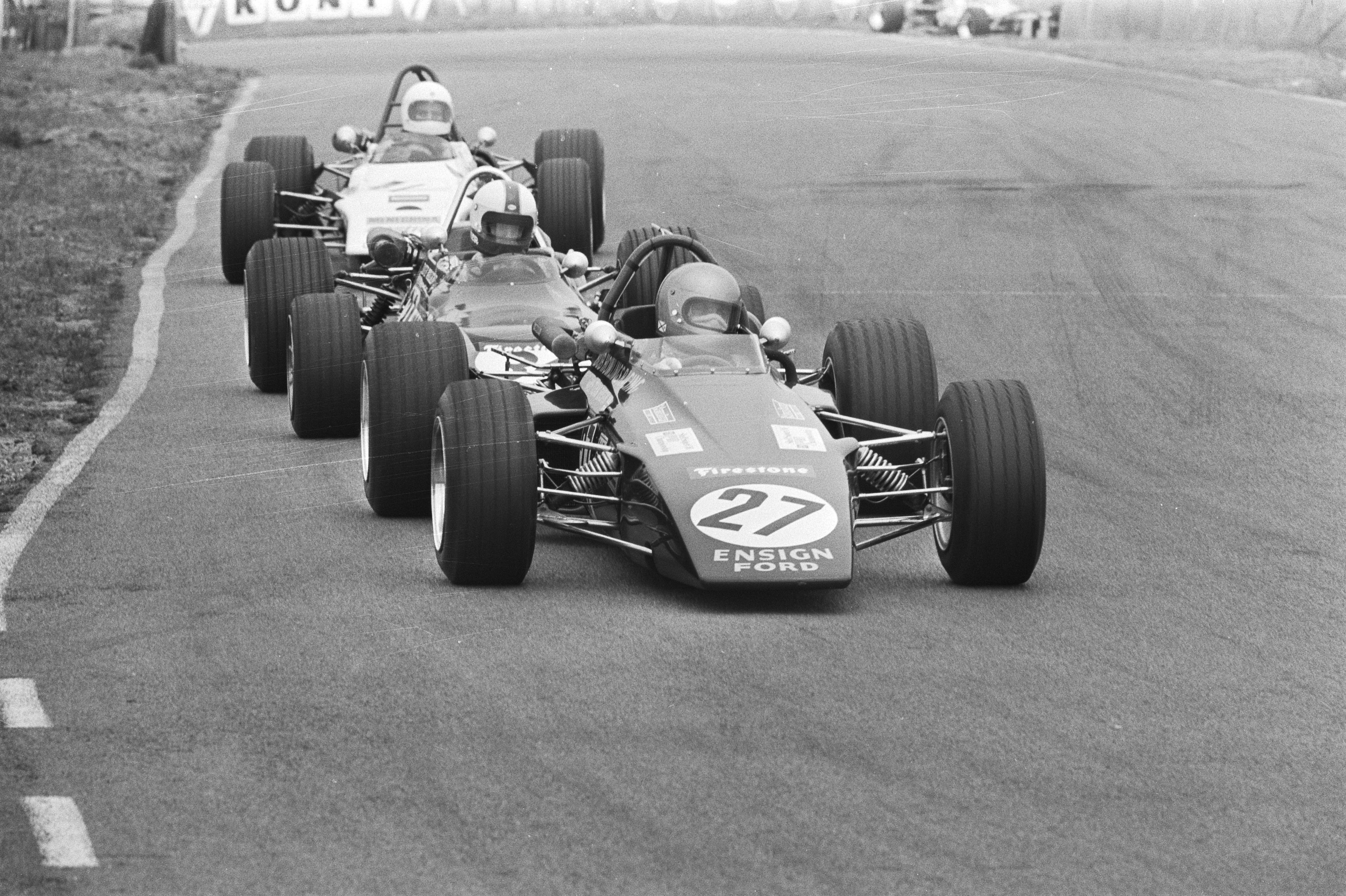
El campeonato en 1971.

El primer campeonato de Fórmula 3 que tuvo lugar en el Reino Unido fue el campeonato Autosport F3 celebrado en 1951, el cual lo ganó Eric Brandon. Para 1954, se había convertido en una serie a nivel nacional y fue organizada por el British Racing and Sports Car Club (BRSCC). Este fue el período de 500 cc de la Fórmula 1, que estuvo activa en el Reino Unido y otros países hasta 1959, momento en el que la Fórmula Tres se adaptó a la Fórmula Junior. En este período, a menudo había dos o tres series que se ejecutaban al mismo tiempo y aún no se había establecido firmemente una única serie nacional.
En 1974, la capacidad del motor se elevó a dos litros, que siguió siendo la fórmula del motor hasta la desaparición del campeonato unos 40 años después. En 1984, la serie adoptó una clase B para competidores con chasis más antiguos, lo que ayudó a que el tamaño de la parrilla creciera rápidamente en la década de 1980, renombrada en 2000 como clase Scholarship y más tarde como clase Nacional. En 2004, SRO se hizo cargo de la organización de la serie, que comenzó a ejecutar la serie junto con el Campeonato Británico de GT. Cinco años más tarde, la serie declinó una invitación para unirse al proyecto de ley de apoyo del Campeonato Británico de Turismos, que atrajo a más multitudes que las reuniones británicas de F3/GT organizadas por SRO.
Sin embargo, el aumento de los costos a fines de la década de 2000 como resultado de la llegada de fabricantes de motores que gastan mucho como Mercedes-Benz y Volkswagen y la organización de carreras en el extranjero, combinado con el resurgimiento de un Campeonato Europeo de Fórmula 3 de la FIA en 2012, hizo que los el número de participante en la parrilla se redujeran a la mitad. Ante la escasez de entradas en 2013, el calendario se redujo de 10 a solo cuatro rondas en un intento por salvar la serie. El año siguiente, el calendario volvió a subir a siete rondas, pero las parrillas siguieron siendo pequeñas, y algunas carreras atrajeron tan solo a cinco autos. En octubre de 2014, se anunció que la temporada 2014 sería la última temporada del Campeonato Británico de Fórmula 3 después de que fracasara una fusión planificada con el Campeonato de Alemania de Fórmula 3.

## Campeones
| Año                                                                                   | Piloto             | Escudería                  | Clase Nacional   |
| Autosport F3                                                                          | Autosport F3       | Autosport F3               | Autosport F3     |
| ------------------------------------------------------------------------------------- | ------------------ | -------------------------- | ---------------- |
| 1951                                                                                  | Eric Brandon       |                            |                  |
| 1952                                                                                  | Don Parker         |                            |                  |
| 1953                                                                                  | Don Parker         |                            |                  |
| BRSCC National F3                                                                     |                    |                            |                  |
| 1954                                                                                  | Les Leston         |                            |                  |
| 1955                                                                                  | Jim Russell        |                            |                  |
| 1956                                                                                  | Jim Russell        |                            |                  |
| 1957                                                                                  | Jim Russell        |                            |                  |
| 1958                                                                                  | Trevor Taylor      |                            |                  |
| 1959                                                                                  | Don Parker         |                            |                  |
| 1960                                                                                  | Jack Pitcher       |                            |                  |
| 1961                                                                                  | Mike Ledbrook      |                            |                  |
| 1964                                                                                  | Rodney Banting     |                            |                  |
| 1965                                                                                  | Tony Dean          |                            |                  |
| Express & Star F3                                                                     |                    |                            |                  |
| 1963                                                                                  | Peter Arundell     |                            |                  |
| 1964                                                                                  | Jackie Stewart     | Tyrrell Racing             |                  |
| Les Leston F3                                                                         |                    |                            |                  |
| 1966                                                                                  | Harry Stiller      |                            |                  |
| 1967                                                                                  | Harry Stiller      |                            |                  |
| 1968                                                                                  | Harry Stiller      |                            |                  |
| Lombank F3                                                                            |                    |                            |                  |
| 1968                                                                                  | Tim Schenken       |                            |                  |
| 1969                                                                                  | Emerson Fittipaldi |                            |                  |
| Forward Trust BARC F3 / Lombard North F3 / John Player European F3 / Forward Trust F3 |                    |                            |                  |
| 1970                                                                                  | Dave Walker        |                            |                  |
| 1970                                                                                  | Tony Trimmer       |                            |                  |
| 1970                                                                                  | Carlos Pace        |                            |                  |
| 1971                                                                                  | Roger Williamson   |                            |                  |
| 1971                                                                                  | Dave Walker        |                            |                  |
| 1971                                                                                  | Dave Walker        |                            |                  |
| 1972                                                                                  | Roger Williamson   |                            |                  |
| 1972                                                                                  | Rikky von Opel     |                            |                  |
| 1972                                                                                  | Roger Williamson   |                            |                  |
| 1973                                                                                  | Ian Taylor         |                            |                  |
| 1973                                                                                  | Tony Brise         |                            |                  |
| 1973                                                                                  | Tony Brise         |                            |                  |
| 1974                                                                                  | Brian Henton       | March Engineering          |                  |
| 1974                                                                                  | Brian Henton       | March Engineering          |                  |
| BP Super Visco F3                                                                     |                    |                            |                  |
| 1975                                                                                  | Gunnar Nilsson     | March Engineering          |                  |
| Vandervell F3 / BP F3                                                                 |                    |                            |                  |
| 1976                                                                                  | Bruno Giacomelli   | March Engineering          |                  |
| 1976                                                                                  | Rupert Keegan      |                            |                  |
| 1977                                                                                  | Stephen South      | Alan Docking Racing Team   |                  |
| 1977                                                                                  | Derek Daly         | Derek McMahon Racing       |                  |
| 1978                                                                                  | Derek Warwick      |                            |                  |
| 1978                                                                                  | Nelson Piquet      |                            |                  |
| British F3                                                                            |                    |                            |                  |
| 1979                                                                                  | Chico Serra        | Project Four Racing        |                  |
| 1980                                                                                  | Stefan Johansson   | Project Four Racing        |                  |
| 1981                                                                                  | Jonathan Palmer    | West Surrey Engineering    |                  |
| 1982                                                                                  | Tommy Byrne        | Murray Taylor Racing       |                  |
| 1983                                                                                  | Ayrton Senna       | West Surrey Engineering    |                  |
| 1984                                                                                  | Johnny Dumfries    | David Price Racing         | Keith Fine       |
| 1985                                                                                  | Maurício Gugelmin  | West Surrey Engineering    | Carlton Tingling |
| 1986                                                                                  | Andy Wallace       | Madgwick Motorsport        | Steve Kempton    |
| 1987                                                                                  | Johnny Herbert     | Eddie Jordan Racing        | Gary Dunn        |
| 1988                                                                                  | J.J. Lehto         | Pacific Racing             | Alistair Lyall   |
| 1989                                                                                  | David Brabham      | Bowman Racing              | Fernando Plata   |
| 1990                                                                                  | Mika Häkkinen      | West Surrey Engineering    | Charles Rickett  |
| 1991                                                                                  | Rubens Barrichello | West Surrey Engineering    | Pekka Herva      |
| 1992                                                                                  | Gil de Ferran      | Paul Stewart Racing        | Paul Evans       |
| 1993                                                                                  | Kelvin Burt        | Paul Stewart Racing        | Jamie Spence     |
| 1994                                                                                  | Jan Magnussen      | Paul Stewart Racing        | Duncan Vercoe    |
| 1995                                                                                  | Oliver Gavin       | Edenbridge Racing          | Martin Byford    |
| 1996                                                                                  | Ralph Firman       | Paul Stewart Racing        | Martin O'Connell |
| Autosport F3                                                                          |                    |                            |                  |
| 1997                                                                                  | Jonny Kane         | Paul Stewart Racing        | Martin O'Connell |
| 1998                                                                                  | Mario Haberfeld    | Paul Stewart Racing        | Philip Scifleet  |
| 1999                                                                                  | Marc Hynes         | Manor Motorsport           | Martin O'Connell |
| Green Flag F3                                                                         |                    |                            |                  |
| 2000                                                                                  | Antônio Pizzonia   | Manor Motorsport           | Gary Paffett     |
| 2001                                                                                  | Takuma Satō        | Carlin Motorsport          | Robbie Kerr      |
| 2002                                                                                  | Robbie Kerr        | Alan Docking Racing        | Adam Carroll     |
| British F3 International                                                              |                    |                            |                  |
| 2003                                                                                  | Alan van der Merwe | Carlin Motorsport          | Ernesto Viso     |
| 2004                                                                                  | Nelson Piquet Jr.  | Piquet Sports              | Ryan Lewis       |
| 2005                                                                                  | Álvaro Parente     | Carlin Motorsport          | Salvador Durán   |
| Lloyds TSB Insurance British F3 International                                         |                    |                            |                  |
| 2006                                                                                  | Mike Conway        | Räikkönen-Robertson Racing | Rodolfo González |
| 2007                                                                                  | Marko Asmer        | Hitech Racing              | Sergio Pérez     |
| British F3 International                                                              |                    |                            |                  |
| 2008                                                                                  | Jaime Alguersuari  | Carlin Motorsport          | Jay Bridger      |
| British F3 International Series                                                       |                    |                            |                  |
| 2009                                                                                  | Daniel Ricciardo   | Carlin Motorsport          | Daniel McKenzie  |
| 2010                                                                                  | Jean-Éric Vergne   | Carlin Motorsport          | Menasheh Idafar  |
| 2011                                                                                  | Felipe Nasr        | Carlin Motorsport          | Kotaro Sakurai   |
| 2012                                                                                  | Jack Harvey        | Carlin                     | Spike Goddard    |
| 2013                                                                                  | Jordan King        | Carlin                     | Sun Zheng        |
| 2014                                                                                  | Martin Cao         | Fortec Motorsports         | no adjudicado    |

## Circuitos
A partir de 2003, con la creación de la Fórmula 3 Euroseries (fusión entre los campeonatos alemán y francés), el campeonato británico vio cómo descendía el nivel de participación. A raíz de esa situación, se fueron añadiendo fechas en circuitos fuera de Gran Bretaña, en particular el de Spa-Francorchamps (Bélgica), que formó parte del calendario desde 2003.
| - Algarve (2009) - Brands Hatch (1979-2004, 2006-2013, 2014) - Bucharestring (2007-2008) - Castle Combe (2001-2005) - Croft (1997-2005, 2007-2008) - Donington Park (1979, 1983-2009, 2011-2012, 2014) - Knockhill (2001-2005) | - Hockenheimring (2009-2010) - Magny Cours (2010) - Mondello Park (2005-2006) - Monza (2005, 2007-2008, 2011-2012) - Mugello (2006) - Norisring (2012) - Nürburgring (2005, 2011, 2013) - Oulton Park (1979-1990, 1993-1994, 1996-2004, 2006-2012) | - Pau (2006, 2012) - Paul Ricard (2011) - Rockingham (2001-2003, 2007-2012, 2014) - Silverstone (1979-2014) - Snetterton (1979-2004, 2006-2012, 2014) - Spa-Francorchamps (1984-1988, 1998-2000, 2003-2014) - Thruxton (1979-2008, 2010, 2014) |